# Gordonieae
Gordonieae es una tribu de la familia Theaceae. Tiene los siguientes géneros:

## Géneros
- Franklinia
- Gordonia
- Schima